# Геронтије Печерски
Геронтије Печерски (Геронтије канонар; 14. век) - монах Кијево-Печерског манастира.
Руска православна црква, поштује Георгија у чину светитеља. Празнује се 1. априла (по јулијанском календару) и 28. августа (Сабор преподобних отаца Кијево-Печерских далеких пећина).
Геронтије је примио монашки постриг у младости и био је канонарх храма Успенског манастира. Умро је са 11-12 година. Мошти монаха Геронтија налазе се у Далеким пећинама Кијевопечерске лавре у истој светињи са моштима Леонтија канонарха. Павле Алепски, који је посетио манастир 1653. године, писао је: „Ту су тела два младића: главе су им жуте и још одишу смирном“.
Локално поштовање Геронтија почело је крајем 17. века када је печерски архимандрит Варлам (Јасински) (будући митрополит кијевски) установио прославу Сабора преосвећених отаца Далеких пећина. У литургијским текстовима састављеним у ово време, 3. тропар 5. песме канона велича два преподобна канонарха, Геронтија и Леонтија. Свецрквено поштовање је почело након дозволе Светог синода у другој половини 18. века да се имена једног броја кијевских светитеља унесу у општецрквене месечне календаре.
Иконографски оригинал (крај 18. века) указује да Геронтије треба да буде приказан на следећи начин: „Младић... има црну капуљачу на раменима, часну хаљину, а испод огртач. На икони из средине 19. века, постављеној изнад светиње, Геронтије је приказан у преливу како у рукама држи отворену богослужбену књигу.